# Teclat musical

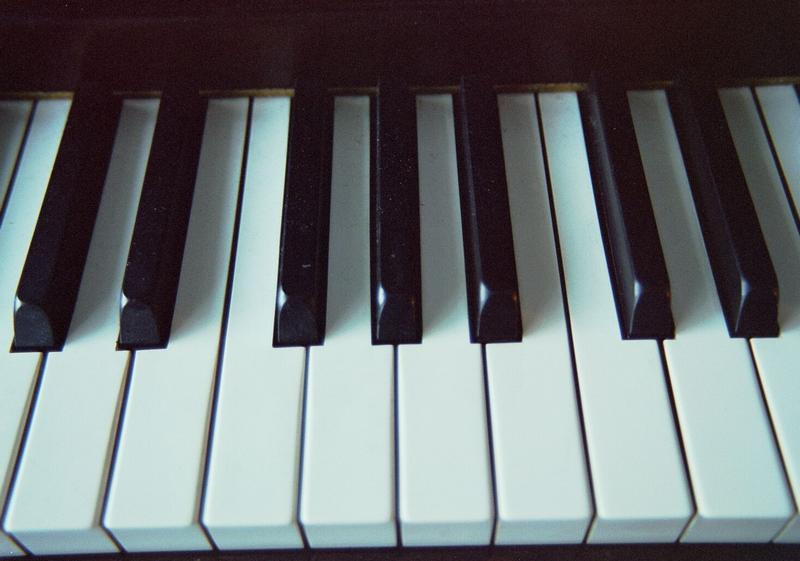
Teclat de piano

Dins de l'entorn de la música, el teclat és un conjunt de tecles que generalment es prem amb l'ajuda dels dits de les dues mans per tocar determinats instruments musicals.
Existeixen nombroses variacions i alternatives; per exemple els acordions bajan tenen un teclat cromàtic, i el 1882 Paul von Jankó va inventar, pel piano, el teclat Jankó (també cromàtic).

## Característiques
La construcció pràctica d'un teclat implica un problema d'escala que no té una solució rigorosa. Si tenim en compte que les tecles diatòniques han de tenir la mateixa amplada, i que això també ha de passar per a les tecles cromàtiques, negres al piano, i que les parts invisibles, vinculades al mecanisme de producció del so, també han de tenir la mateixa amplada, acaba amb un sistema d'equacions insolubles. A la pràctica, els constructors van utilitzar "regles per als teclats" descrites per Marin Mersenne (1588). – 1648), que permetia tenir un posicionament òptim tenint en compte aquestes limitacions.
En els instruments antics hi pot haver dues peculiaritats:
- octava curta : les tecles corresponents a certes notes greus poc utilitzades servien realment per produir notes més baixes que el disseny del teclat. Això permetia als músics tocar acords de novena o superior, poc pràctics en un piano modern;
- tecles dividides : tecles dividides transversalment o longitudinalment per produir dues notes diferents segons la posició del dit.

## La disposició de les tecles

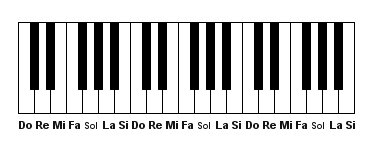
Esquema d'un teclat d'instrument musical (es mostra 3 octaves).

La disposició de les tecles segueix les dotze notes de l'escala cromàtica del sistema de temperat igual, amb les tecles de l'escala diatònica (de Do major) que sobresurten més que les dels accidentals cromàtics que, almenys al piano, són de color negre. Les tecles es repeteixen durant més d'una octava i, en els teclats moderns, com en el piano, poden arribar a les 7 octaves. Avui dia, els formats més habituals varien de 61 a 88 tecles, tot i que també hi ha teclats reduïts de 49 o fins i tot 25 tecles, utilitzats quasi exclusivament com a controladors de mòduls de so.
Les tecles també es poden accionar amb els peus (pedals d'orgue) o amb els punys (caixes de música) o amb els colzes (orgues antics). El teclat de l'acordió es diferencia en part del d'altres instruments per les tecles rodones del costat esquerre. També alguns òrgans majoritàriament electrònics utilitzen tecles tipus cascada. Es tracta d'una tecla amb un cantell vertical (d'aquí el nom de clau en cascada), sense el cantell sobresortint típic de les tecles de piano. Aquesta conformació fa que sigui més fàcil lliscar el palmell (o palm-slide), una tècnica molt comuna entre els teclista de jazz.
També hi ha una altra disposició de les tecles, anomenada "teclat de to sencer" a partir del nom de l'escala del mateix nom, de vegades també anomenada teclat simètric, amb la que molts inventors al llarg de la història han proposat crear un model de teclat alternatiu i creatiu, per tal de facilitar la reproducció de nous tipus i estils de melodia d'una manera simplificada i per a l'aprenentatge simplificat d'escales i modes musicals. A Itàlia també es coneix amb el nom de Keyboard Usai pel cognom de l'autor que el va tornar a proposar durant un concurs convocat per la Universitat de Veneto l'any 2013. En ser construït d'una manera diferent a la clàssica, permet l'execució de peces musicals hipersimètriques de manera immediata, sense necessitat d'estudiar tota la teoria de la música. Durant els darrers quatre segles, aquest model de teclat ha estat proposat periòdicament per diversos inventors que es creien els primers i únics inventors d'aquest tipus de teclat musical, ja que aquest tipus de teclat no està molt estès ni té visibilitat en el musical. mercat d'instruments. Aquest tipus de previsió també ha estat aplicada als acordions per l'investigador independent Luigi Usai, que la va fer pública l'any 2011.

## En sintetitzadors musicals
La majoria dels sintetitzadors electrònics estan equipats amb un teclat per controlar la generació del so, fins i tot si hi ha sintetitzadors controlats per cordes pinçades (guitarra), per pads o botons (majoritàriament caixes de tambor) o només pel moviment de les mans a la aire (theremin) o a través d'un feix de llum (làser arpa) i sintetitzadors que només es poden controlar a distància (majoritàriament mitjançant tecnologia MIDI).

## Instruments musicals amb teclat
- Piano
- Piano elèctric
  - Fender Rhodes
  - Wurlitzer
  - Cuadro elèctric Yamaha CP
- Piano digital
- Teclat electrònic
- Òrgan
  - canyes
  - bomba
  - electrònica
- Onades de Martenot
- Pianola
- Mellotron
- Keytars
- Sintetitzador
- Telharmonium
- Caixa de música
- continu
- Melòdic
- Acordió
- Celeste
- Clavecí
- Zanfona
- Lautenwerk
- virginal
- Espineta
- Clavicordi
- Regal
- Fortepiano